# Östmarks församling
Östmarks församling är en församling i Norra Värmlands kontrakt i Karlstads stift. Församlingen ligger i Torsby kommun i Värmlands län och ingår i Fryksände pastorat.

## Administrativ historik
Församlingen bildades 1765 genom en utbrytning ur Fryksände församling. 1851 utbröts en del till den då nybildades Lekvattnets församling. 
Församlingen ingick till 1 maj 1821 i Frykdals pastorat, där församlingarna Sunne, Gräsmark, Östra och Västra Ämtervik, Fryksände, Lysvik och Östmark ingick. Från 1 maj 1821 till 1 maj 1879 var den annexförsamling i pastoratet Fryksände och Lysvik som från 1822 även omfattade Vitsands församling och från 1851 Lekvattnets församling och till 1 maj 1878 Östmarks församling. Från 1 maj 1878 till 1985 utgjorde församlingen ett eget pastorat för att därefter till 2002 vara moderförsamling i pastoratet Östmark och Vitsand. Från 2002 är den annexförsamling i pastoratet Fryksände, Lekvattnet, Vitsand och Östmark.

## Kyrkor
- Östmarks kyrka